# کینانگا
کینانگا (انگلیسی: Kenanga) شرکت خدمات مالی مالزیایی است، که در سال ۱۹۷۳ تأسیس شد.